# مسجد بيت النصر
مسجد بيت النصر (بالنرويجية: Baitun Nasr moské)‏، المعروف أيضًا باسم مسجد فوروسيت (بالنرويجية: Furuset moské)‏: هو مسجد أحمدي في فوروسيت في حي ألنا، شمال شرق أوسلو، النرويج. المسجد هو الأكبر في البلد، ويمكن أن يستوعب ما يصل إلى 5000 شخص. للمسجد قبة واحدة ومئذنة واحدة على الجانب الجنوبي، ويقع المجمع بالقرب من الطريق الأوروبي E6، الطريق السريع الرئيسي بين شمال وجنوب البلد.